# Literarischer März

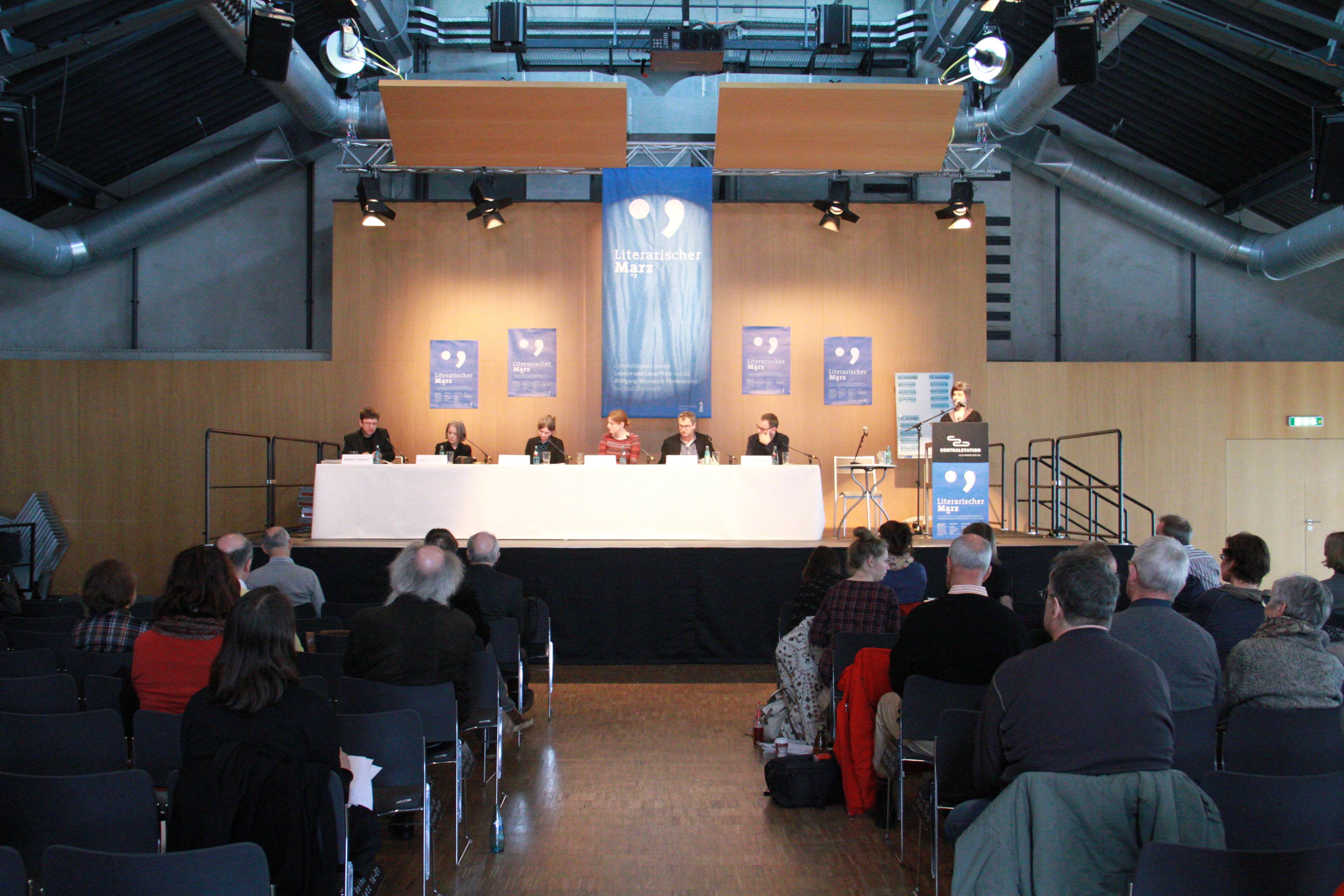
Wettbewerbslesung von Özlem Özgül Dündar beim Literarischen März 2015

Der Literarische März ist ein Lyrik-Wettbewerb in Darmstadt, der in Form einer Biennale stattfindet und in dessen Rahmen der Leonce-und-Lena-Preis und der Wolfgang-Weyrauch-Förderpreis nach einer öffentlichen Lesung der Finalisten verliehen werden. Der Wettbewerb wird seit 1968 durchgeführt. Neben der öffentlichen Lesung findet jeweils eine Podiumsdiskussion mit einem prominenten Gast statt. Gäste waren bisher unter anderem: Karl Krolow, Ernst Jandl, Volker Braun, Friederike Mayröcker, Oskar Pastior, Joachim Sartorius, Monika Rinck und Jan Wagner. Des Weiteren gibt es eine Reihe von Anthologien, in der die Texte der Wettbewerbsteilnehmer dokumentiert werden, die ebenfalls den Titel Literarischer März trägt. 2021 waren in dieser Reihe 22 Bände erschienen, als Herausgeber fungiert die Stadt Darmstadt.